# Alfons-Reimund Billmann
Alfons-Reimund Billmann (* 30. Juni 1944 in Bardenberg; † 8. April 2022 in Herzogenrath) war ein deutscher Politiker (CDU). Von 2005 bis 2010 war er für eine Wahlperiode Abgeordneter im Landtag von Nordrhein-Westfalen.

## Leben
Billmann machte 1958 seinen Volksschulabschluss und absolvierte von 1959 bis 1962 eine Lehre zum Starkstromelektriker. Seine Meisterprüfung als Elektroinstallateur legte er 1969 ab. Von 1969 bis 2003 war er mit verschiedenen Tätigkeiten beschäftigt, unter anderem war er Abteilungsleiter und stellvertretender Betriebsleiter. 2004 ging er in den Ruhestand.

## Politik
Billmann trat 1969 der CDU bei. Ab 1975 war er Mitglied des Vorstandes des Ortsverbandes Herzogenrath-Kohlscheid der CDU und ab 1985 auch Mitglied des Vorstandes des Stadtverbandes Herzogenrath. Er war Kreis- und Bezirksvorsitzender der Kommunalpolitischen Vereinigung (KPV) der CDU sowie Mitglied im Landesvorstand der KPV. Von 1969 bis 1972 hatte er ein Mandat im Rat der Gemeinde Haaren. Ab 1978 war er Mitglied des Rates der Stadt Herzogenrath und dort ab 1989 Fraktionsvorsitzender. Von 1990 bis 2014 gehörte er dem Kreistag des Kreises Aachen bzw. ab 2009 des Städteregionstags Aachen an. Bei der Landtagswahl 2005 wurde er Abgeordneter des Landtags von Nordrhein-Westfalen, aus dem er am Ende der Wahlperiode ausschied.

## Weblink
- Alfons-Reimund Billmann beim Landtag Nordrhein-Westfalen